# 加拉山
加拉山（英語：Mount Galla）是南極洲的山峰，位於瑪麗伯德地，處於烏薩斯陡崖，海拔高度2,520米，美國地質調查局根據測量和該國海軍的空中照片繪入地圖，現時由南極條約體系管理。